# Heinrich Bruiners
Heinrich Bruiners (George, 7 oktober 1987) is een Zuid-Afrikaans golfprofessional. Hij debuteerde in 2007 op de Sunshine Tour.

## Loopbaan
Voordat Bruiners in 2006 een golfprofessional werd, was hij een goede golfamateur maar behaalde geen overwinningen. In begin augustus 2013 behaalde hij op de Sunshine Tour zijn eerste profzege door de Vodacom Origins of Golf Tour op de Euphoria Golf Estate te winnen.

## Prestaties

### Professional
Sunshine Tour
| Nr. | Datum           | Toernooi                                | Score        | Score | Info  |
| --- | --------------- | --------------------------------------- | ------------ | ----- | ----- |
| 1   | 9 augustus 2013 | Vodacom Origins of Golf Tour - Euphoria | 68+69+71=208 | –8    | [ 1 ] |